# パーソルワークスデザイン
パーソルワークスデザイン株式会社（英: PERSOL WORKS DESIGN CO., LTD.）は、パーソルホールディングス傘下のBPOやヘルプデスクの運営などを行う企業である。

## 概要
パーソルグループにてアウトソーシング事業を中心に展開していた株式会社日本アイデックス、株式会社ハウコム、テンプスタッフ・ライフサポート株式会社の3社が2018年10月に統合し設立。2019年4月にはパーソルテンプスタッフ株式会社から採用代行部門も統合し、「BPOサービス」、「ヘルプデスク/コールセンターサービス」、「ヘルスケアサービス」、「HRソリューションサービス」の4つのサービスを柱にアウトソーシングサービスを提供している。
東京都（豊島区・練馬区）、宮崎県宮崎市、長崎県佐世保市にアウトソーシングセンターを設けており、事務処理やコンタクトセンター業務を運営している。

## 沿革

### 3社の旧法人の沿革
日本アイデックスに関する項目は【N】、ハウコムに関する項目は【H】、テンプスタッフ・ライフサポートに関する項目には【T】を付記する。
- 1968年 - 【N】総合事務処理の受託サービス業として創業
- 1971年 - 【N】組織変更により事務サービスセンター有限会社となる（なお、パーソルワークスデザイン発足後もこの日が当社の設立年月となる）
- 1975年 - 【N】金融系事務センター業務サービスを開始
- 1978年 - 【N】組織変更により事務サービスセンター株式会社となる。教育関連・資格試験業務サービス並びにデータエントリーサービスを開始
- 1980年 - 【N】データ管理サービスを開始
- 1983年 - 【N】システム部門を発足し、ソフト開発、コンピュータ運営管理、受託計算・集計業務サービスを開始
- 1985年 - 【N】オンライン処理サービスを開始
- 1990年 - 【N】株式会社日本アイデックスに社名変更
- 1996年 - 【H】株式会社ハウコムが法人ヘルプデスクサポートの受託サービス業として創業
- 1998年 - 【N】経理事務サービスを開始
- 1999年 - 【T】ケアテンプ株式会社がヘルスケア事業部を発足
- 2000年 - 【T】旭化成株式会社がネットビジネス推進部を発足、インターネット食事指導システムとボランティア・マッチングシステムを開発
- 2001年
  - 【H】コンサルティング事業を開始
  - 【T】コミュニティー支援システムを開発
- 2002年
  - 【N】システムセンターを開設
  - 【H】宮崎県宮崎市に「宮崎サポートセンター」を開設、トレーニング事業を開始
- 2003年
  - 【N】テンプスタッフ株式会社（現：パーソルテンプスタッフ株式会社）と資本提携、受注センター業務サービスを開始
  - 【H】医療・介護ビジネスサポートを開始
- 2004年
  - 【N】練馬事務センターを開設
  - 【H】ITILビジネスを開始
- 2006年 - 【T】健康診断Webシステムを開発
- 2007年 - 【T】特定保健指導受託事業に参入
- 2008年
  - 【N】池袋事務センター、コールセンターを開設
  - 【H】宮崎サポートセンターでサービスデスク運用を開始
  - 【T】旭化成株式会社からの分社化により旭化成ライフサポート株式会社を設立、テンプスタッフ株式会社（現：パーソルテンプスタッフ株式会社）の医療事務関係の子会社3社が統合し、テンプスタッフ・メディカル株式会社を設立
- 2009年 - 【T】健康保険組合向け健康診断受託サービス、企業向け健康診断受託サービスを開始
- 2010年5月31日 - 【H】株式取得によりテンプスタッフ株式会社（現：パーソルテンプスタッフ株式会社）の子会社となる
- 2011年10月 - 【H】宮崎サポートセンターを拡張移転し、宮崎アウトソーシングセンターとなる
- 2012年 - 【N】宮崎アウトソーシングセンターを開設
- 2012年11月1日 - 【T】旭化成ライフサポート株式会社とテンプスタッフ・メディカル株式会社が合併し、テンプスタッフ・ライフサポート株式会社を発足
- 2013年
  - 【N】テンプスタッフ・データ株式会社から全事業を継承
  - 【T】ロコモティブシンドローム対策事業に参入し、健康運動指導士による「運動サポートプログラム」を開発
- 2014年
  - 【N】テンプスタッフ株式会社（現：パーソルテンプスタッフ株式会社）の子会社となる
  - 【T】企業向け簡易検診管理システムを開発
- 2015年12月 - 【H】芝アウトソーシングセンターを開設
- 2016年 - 【T】ストレスチェック支援サービスを開始
- 2017年3月 - 【H】長崎県佐世保市に「佐世保アウトソーシングセンター」を開設

### パーソルワークスデザイン発足後
- 2018年10月1日 - 株式会社日本アイデックスが株式会社ハウコムとテンプスタッフ・ライフサポート株式会社を統合し、パーソルワークスデザイン株式会社に商号変更[1][2]
- 2019年
  - 1月17日 - エス・アンド・アイ株式会社、株式会社オウケイウェイヴと共同で、KCS（ナレッジセンターサービス）メソッドとAIを活用したナレッジ管理サービスを開始[3]
  - 3月29日 - MS&ADインシュアランスグループホールディングス株式会社並びにその傘下の三井住友海上火災保険株式会社との協同により、コールセンターにおける電話応対品質の自動評価モデルを開発し、同年4月に「三井住友海上お客様デスク」にて本モデルを導入することを発表[4]
  - 4月1日 - パーソルテンプスタッフ株式会社の「東日本OS事業本部 採用代行部門」を統合し、東京都渋谷区の「インターパーク代々木」内に「代々木アウトソーシングセンター」を開設[5]
  - 7月1日 - 旧ハウコム株式会社が開設した「佐世保アウトソーシングセンター」が事業規模の拡大に伴って増床され、既存フロアと合わせて4フロア体制となる[6]
  - 9月25日 - 株式会社日立システムズとSNSとチャットボットを活用した「採用面接マッチング自動化サービス」を共同で開発し、同年10月に導入することを発表[7]
- 2020年
  - 6月22日 - KDDI株式会社とITインフラ運用業務のアウトソーシングソリューションに向けた業務提携を締結[8]
  - 6月29日 - 株式会社アドバンスト・メディアと共同でコンタクトセンター向け応対品質評価レポート自動作成ツール「AmiVoice CQM Assist（アミボイス シーキューエム アシスト）～POWERED by PERSOL WORKS DESIGN～」を開発[9]
  - 11月4日 - オンサイト株式会社と共同でLINEを利用したリファラル採用システム「リファ楽」を開発し、同日付でリリース[10]
  - 11月5日 - 旧テンプスタッフ・ライフサポート株式会社から継承した地域コミュニティ活動支援ウェブサービス「元気365」をクラウド型CMSへシステムリニューアル[11]
  - 11月20日 - 同日付で川崎オフィスを閉鎖し、本社並びに東京都内のアウトソーシングセンター2ヶ所（芝・代々木）へ移転[12]
  - 12月 - IBT（インターネット検定試験）サービスの提供を開始[13]
- 2021年
  - 2月21日 - 株式会社日立システムズと両者の知見を組み合わせたナレッジマネジメントツールを共同開発[14]
  - 3月15日 - 当社で初となるグループ外企業からの出向受入として、JR九州ハウステンボスホテル株式会社からの出向受入を開始[15]
  - 4月1日 - 長崎県佐世保市の「ラクロスビルディング」内に「佐世保第1アウトソーシングセンター」を開設[16]。開設に伴い、旧ハウコム株式会社が開設した「佐世保アウトソーシングセンター」を「佐世保第2アウトソーシングセンター」へ改称
  - 6月1日 - 東京大学と共同開発したこころの健康 アバター支援サービス「KATAruru（かたるる）」の提供を開始[17]
  - 6月14日 - SMSとチャットボットを活用した採用面接自動マッチングサービス「matchbo(t)（マチボ）」の提供を開始[18]
  - 10月1日 - 宮崎県宮崎市の「ニッセイ宮崎ビル」内に「宮崎第3アウトソーシングセンター」を開設[19]
- 2022年
  - 2月1日 -
    - 東京都豊島区の「ライズアリーナビル」内に「池袋第2アウトソーシングセンター」を開設[20]
    - 宮崎県日向市のリラックスリゾート施設「STAIRS OF THE SEA」内のワークスペースを活用した法人向けワーケーションサービス「Surf Office」を開始[21]

  - 2月10日 - 同日付で代々木アウトソーシングセンターが閉鎖され、本社/池袋アウトソーシングセンターへ移転[22]
  - 4月1日 - グループ会社のパーソルイノベーション株式会社よりソーシャルシェアードサービス「ラクフィス」を組織統合[23]
  - 10月1日 - ソーシャルシェアードサービス「ラクフィス」を株式会社freeeへ事業譲渡[24]
  - 11月19日 - 同日付で芝アウトソーシングセンターが閉鎖され、同年2月に開設された池袋第2アウトソーシングセンターへ移転統合[25]